# 好鍾意音樂
好鍾意音樂製作有限公司為台灣的一家音樂製作公司。旗下有創作歌手汪中意。
好鍾意音樂旗下唱片目前由禾廣娛樂代理發行。

## 旗下藝人
- 汪中意